# David Hockney

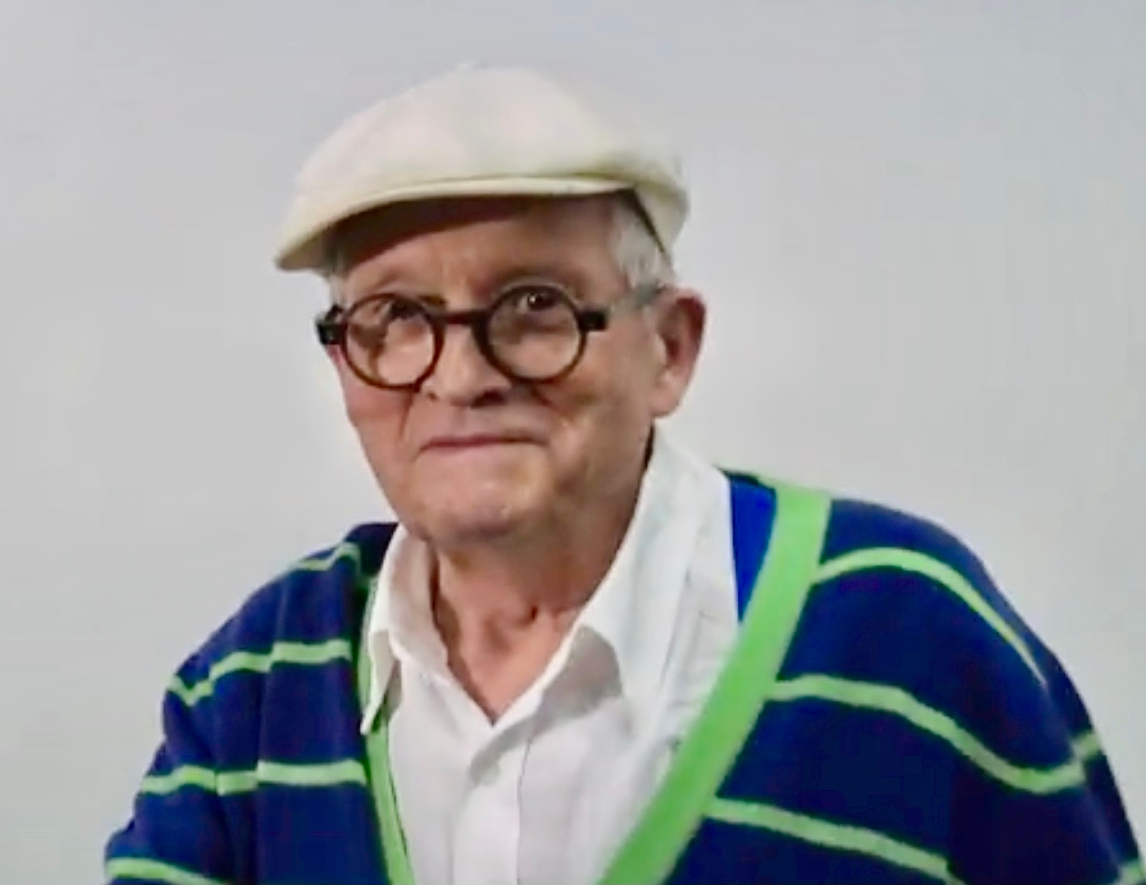
David Hockney (2017)

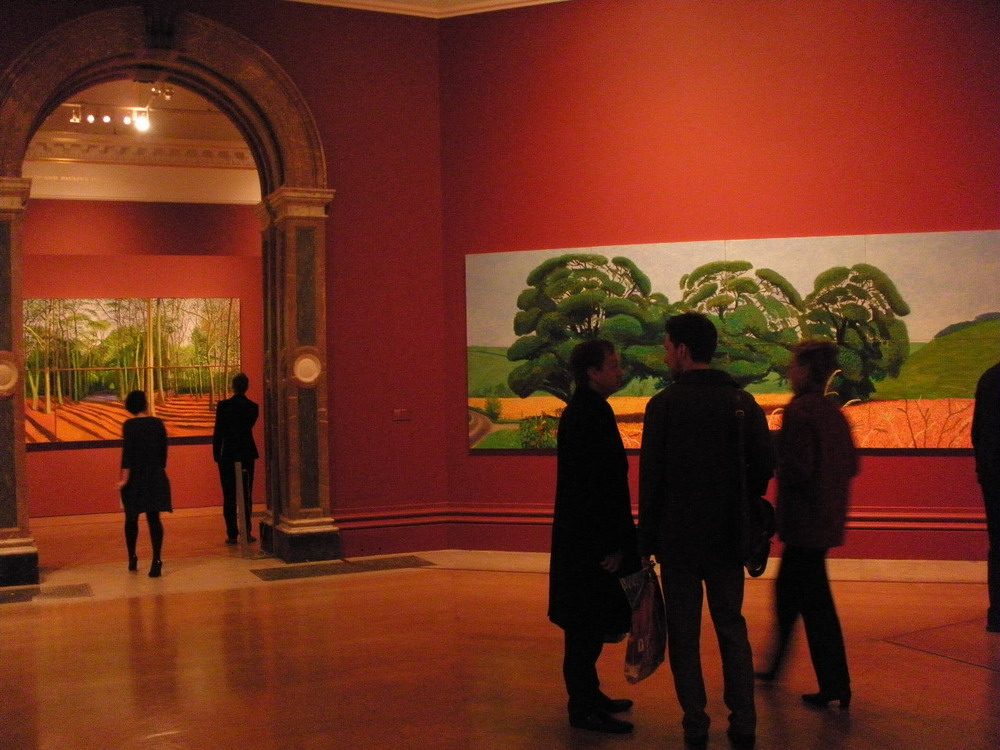
David Hockney, Royal Academy of Arts i London (2012).

David Hockney, född 9 juli 1937 i Bradford, West Yorkshire, är en brittisk konstnär som bor och verkar i Kalifornien. Hans verk är mestadels personliga och självbiografiska, av vilka målningarna av swimmingpooler i Los Angeles tillhör hans mest kända verk.

## Liv och verk
Hockney utbildades vid Bradford Grammar School och vid Royal College of Art i London där han mötte R. B. Kitaj. Han kom att bli förknippad med popkonsten, men hans tidiga verk uppvisar också expressionistiska element, inte olika vissa av Francis Bacons verk. 
Hockney studerade litografi vid Bradfords konstskola, Yorkshire. Hans första tryck var Myself and My Heroes ("Jag och mina hjältar") (1961), där han uppträder vid sidan av en gloriaförsedd Mahatma Gandhi och Walt Whitman. Hans första stora projekt i tryck var en serie med sexton etsningar där han självbiografiskt avbildar William Hogarths Rake's Progress. Många av hans litografier är porträtt av hans vänner, vanligast förekommande är Celia Birtwell.
Hockney arbetade också med fotografi, eller för att vara mer exakt – fotokollage. Hockney använde ett olika antal (5–150) små polaroidbilder av ett föremål. Han gjorde sedan en sammansatt bild i form av ett lappverk. Eftersom fotografierna är tagna från olika perspektiv och vid något skilda tidpunkter blir resultatet ett verk som har drag av kubism, ett av Hockneys huvudsyften – när han diskuterade hur människans seende fungerar. Några av dessa verk föreställer landskap, några är porträtt.
Fotokollagen tillkom huvudsakligen mellan 1970 och 1986. Hockneys skapande av sina fotokollage – eller joiners som han kallade dem – var inte planerade, han bara, så att säga, upptäckte dem. Han observerade under sent 60-tal att fotograferna använde kameror med vidvinkelobjektiv för att ta sina bilder. Han gillade inte den typen av fotografier eftersom de blir distorderade på ett sätt som en människa aldrig ser. De var inte överensstämmande med det mänskliga seendet.
Han arbetade med en målning av ett vardagsrum i Los Angeles i vilken vardagsrummet och terrassen kombineras för att bilda en enda bild. Han tog polaroidbilder av vardagsrummet och klistrade ihop dem och ämnade inte skapa någon komposition av bara de bilderna. Men när han såg den slutliga kompositionen, såg han att det blev en berättelse som om åskådaren rör sig genom rummet. Han började arbeta mer och mer med fotografi efter denna upptäckt och slutade till och med att måla under en period för att bättre hitta till denna nya fotograferingsstil.
Ett annat viktigt projekt för Hockney var att rita med Quantel Paintbox, ett datorprogram som tillät konstnären att göra skisser direkt på bildskärmen. Hans verk var så framgångsrika att en video gjordes som visade honom när han använde Quantelmaskinen och sändes på BBC. Hans arbete med Quantel visade honom att den nya tekniken kunde användas till konst.
I TV-programmet Secret Knowledge (Hemlig kunskap) år 2001 lade Hockney fram sin teori att de "gamla mästarna" hade använt camera obscura för att avteckna modellerna på duken. Bilden kunde då mycket exakt föras över på målarduken vilket gav en hög grad av realism.
Hockney tilldelades orden Order of the Companions of Honour 1977 och är ledamot av Royal Academy of Arts. Många av Hockneys verk hänger i den gamla kvarnen Salts Mill i Saltaire i hemstaden Bradford. Hockney är representerad vid bland annat Göteborgs konstmuseum.
Hans målning Portrait of an Artist (Pool with Two Figures) såldes 15 november 2018 för 90,3 miljoner amerikanska dollar och var då det dyraste konstverket någonsin av en levande konstnär. Målningen slog därmed det tidigare rekordet, en skulptur av Jeff Koons som sålts för 58,4 miljoner dollar 2013, men i maj 2019 såldes en annan Jeff Koons-skulptur för drygt 91 miljoner dollar.